# Terril van Blegny

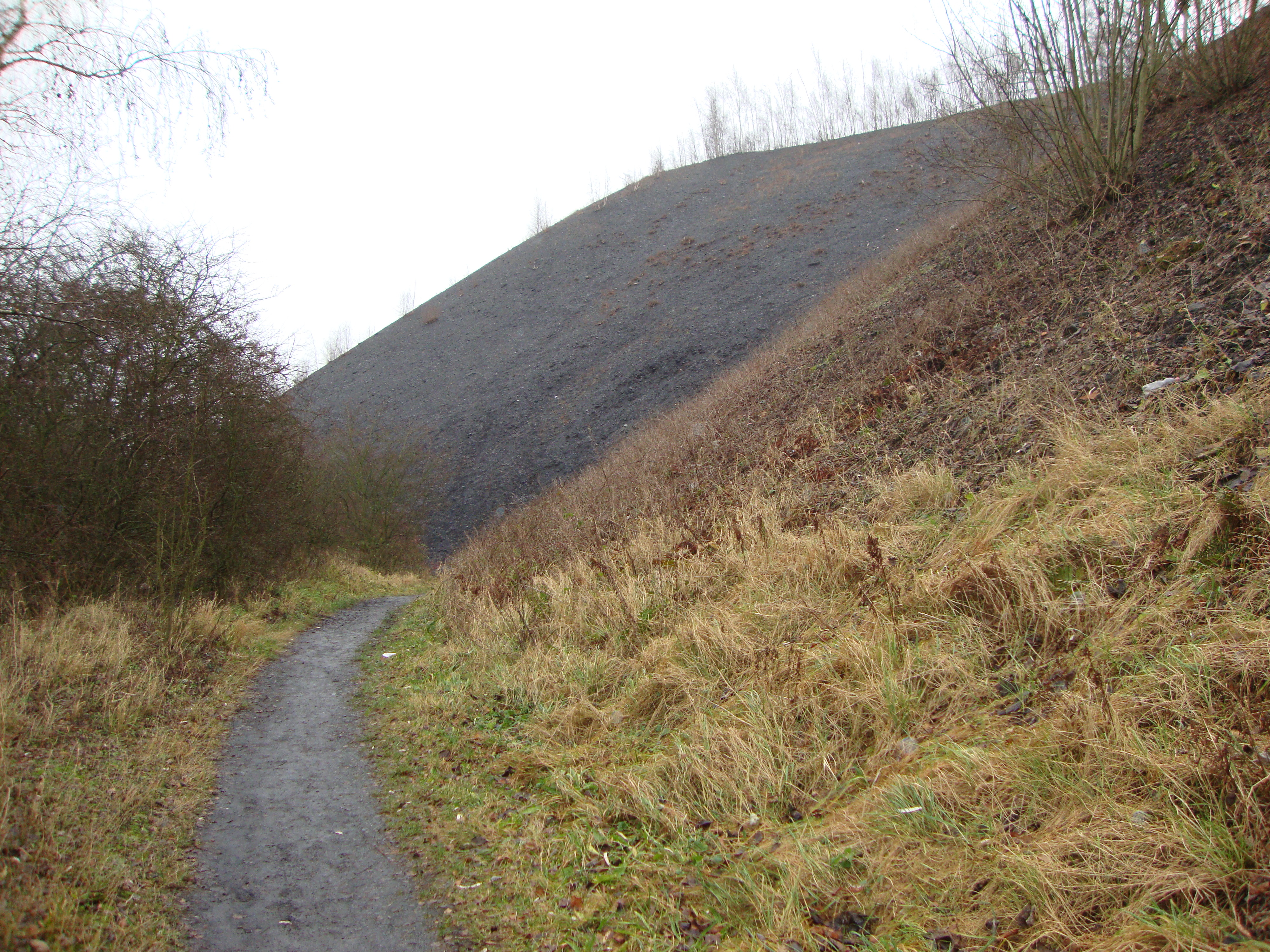
Terril van Blegny gezien vanop het wandelpad rondom de Terril

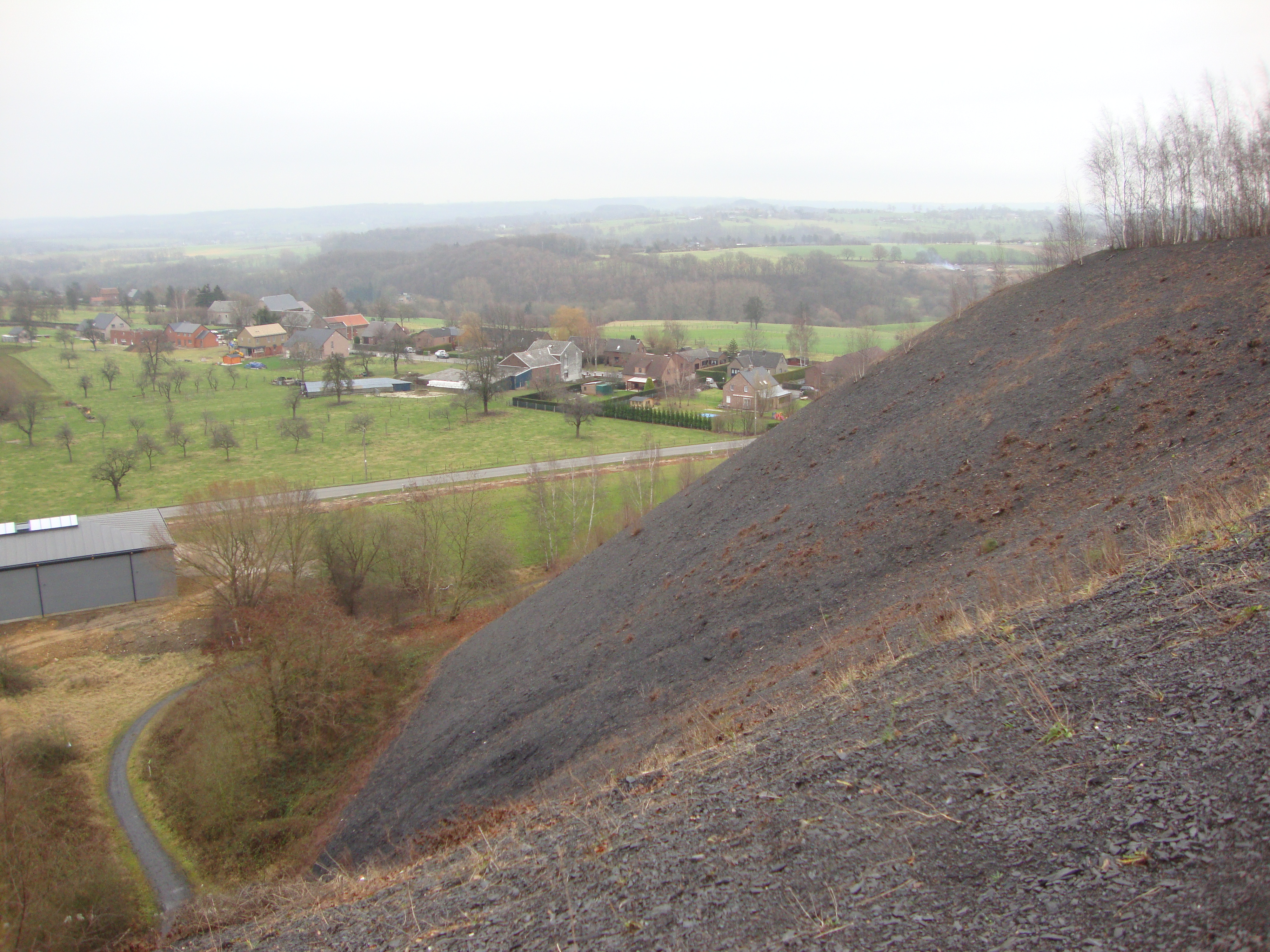
Gezicht in noordoostelijke richting vanop de Terril van Blegny

De Terril van Blegny (Frans: Terril de Blegny-mine) is een 2,7 ha grote mijnberg (terril) die naast de voormalige steenkoolmijn van Blegny gelegen is in de Belgische provincie Luik. De terril bevindt zich in de landstreek die bekendstaat als het land van Herve.
De terril werd gevormd door de activiteiten van de belendende steenkoolmijn van Blegny tussen de jaren 1924-1940 en 1947-1980. De mijn werd in 1980 gesloten waarna het terrein nog hetzelfde jaar opengesteld werd voor het publiek.

## Toeristisch
Rondom de terril kan gewandeld worden over een traject van 1.1 km. Tevens is het mogelijk om de terril te beklimmen. Men stijgt dan over 105 treden naar de 43 m hoge top. Op de top is een uitzichtspunt gevestigd met een oriëntatietafel die de herkenning van landschapselementen vergemakkelijkt. Van op de top zijn volgende landschapselementen te herkennen: de terrils van Waterschei, Winterslag en Eisden en de Sint-Pietersberg. Enkele gemeentes uit het land van Herve zijn eveneens zichtbaar, zoals: Weerst, Dalhem, Mortroux, Bolbeek en Saint-André.

## Fauna en Flora

### Flora
De flanken van de terril zijn voornamelijk begroeid door berken. Daarnaast zijn een aantal invasieve plantensoorten aanwezig, maar minder dan op de andere Luikse terrils. Pioniers zijn onder andere het stijf havikskruid (Hieracium laevigatum), de witte honingklaver (Melilotus albus), de lancetbladige basterdwederik (Epilobium lanceolatum). Het klein wintergroen (Pyrola minor) kan op termijn door de overwoekering van invasieve soorten in het gedrang komen.
Er wordt een grote diversiteit havikskruid (Hieracium) gevonden met acht soorten waaronder het zeldzame Florentijns havikskruid (Hieracium piloselloides). Daarnaast vindt men het relatief zeldzame Hieracium brachiatum, alsook muizenoor (Hieracium pilosella) en het van oorsprong Centraal-Europese Hongaars havikskruid (Hieracium bauhinii).

### Fauna
De terril vormt een natuurlijk onderkomen voor talloze zeldzame soorten zoals de blauwvleugelsprinkhaan (Oedipoda caerulescens), het vijfstippelig lieveheersbeestje (Coccinella quinquepunctata), de vroedmeesterpad (Alytes obstetricans) en de das (Meles meles).